# Cernetu
Cernetu – wieś w Rumunii, w okręgu Teleorman, w gminie Mârzănești. W 2011 roku liczyła 1375 mieszkańców.